# Alvaschein (krets)
Alvaschein (tyska) eller Alvaschagn (rätoromanska) är en krets i distriktet Albula i den schweiziska kantonen Graubünden. Den bildades 1851 genom en sammanläggning av de tidigare tingslagen Tiefencastel och Obervaz.
Det traditionella språket i området är surmeirisk rätoromanska, och kyrkorna är katolska. Undantaget är Mutten, som varit tyskspråkigt sedan walsertyskar bosatte sig här på 1300-talet, och som införde den reformerta kristendomen 1582. Det rätoromanska språket har dock under 1900-talet gått kraftigt tillbaka till förmån för tyska, som nu är förstaspråk för drygt 80% av befolkningen som helhet. I Mon, Stierva, Alvaschein och Tiefencastel är fortfarande omkring hälften av befolkningen rätoromansk, men deras befolkning utgör bara en femtedel av hela kretsens.

## Indelning
Alvaschein är indelat i 6 kommuner:
| Vapen        | Kommun       | Invånare 2012-12-31 | Yta i km² |
| ------------ | ------------ | ------------------- | --------- |
| Alvaschein   | Alvaschein   | 142                 | 4.08      |
| Mon          | Mon          | 97                  | 8.46      |
| Mutten       | Mutten       | 80                  | 9.96      |
| Stierva      | Stierva      | 140                 | 10.56     |
| Tiefencastel | Tiefencastel | 256                 | 14.85     |
| Vaz/Obervaz  | Vaz/Obervaz  | 2 617               | 42.51     |